# Acanthurus pyroferus
Acanthurus pyroferus är en fiskart som beskrevs av Kittlitz, 1834. Acanthurus pyroferus ingår i släktet Acanthurus och familjen Acanthuridae. IUCN kategoriserar arten globalt som livskraftig. Inga underarter finns listade i Catalogue of Life.

## Bildgalleri

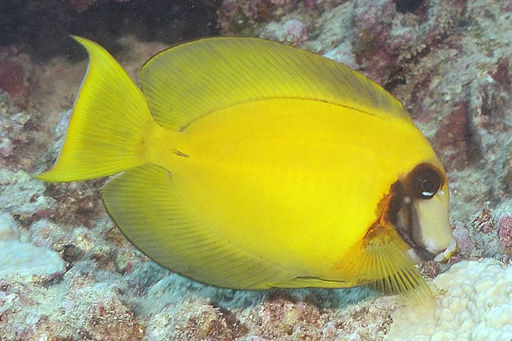
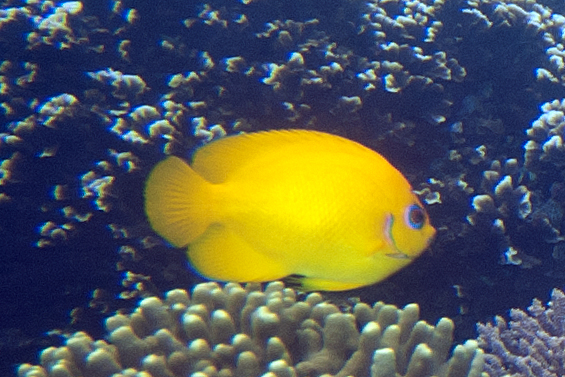
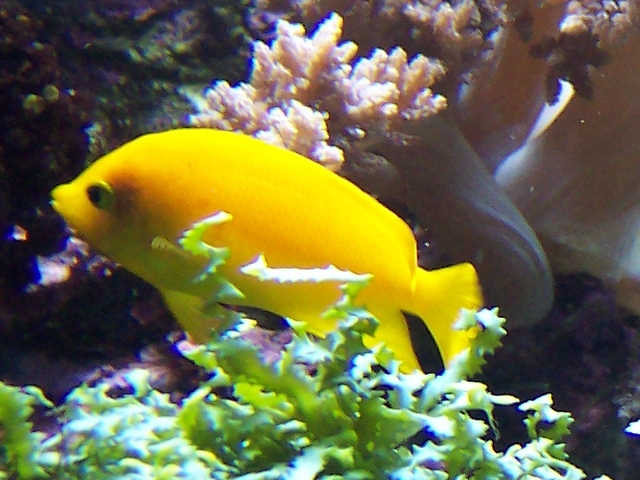
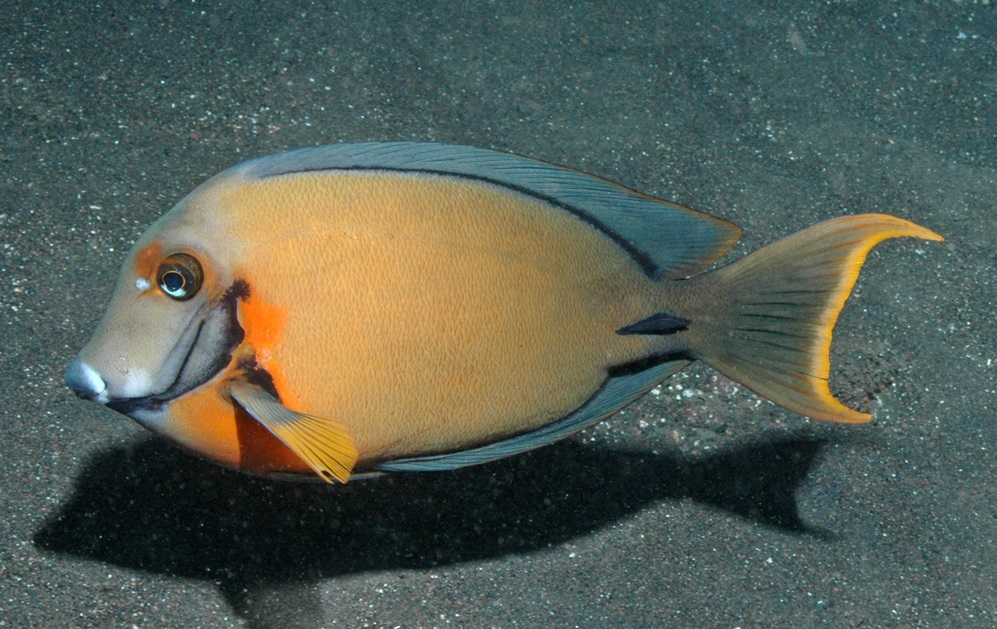
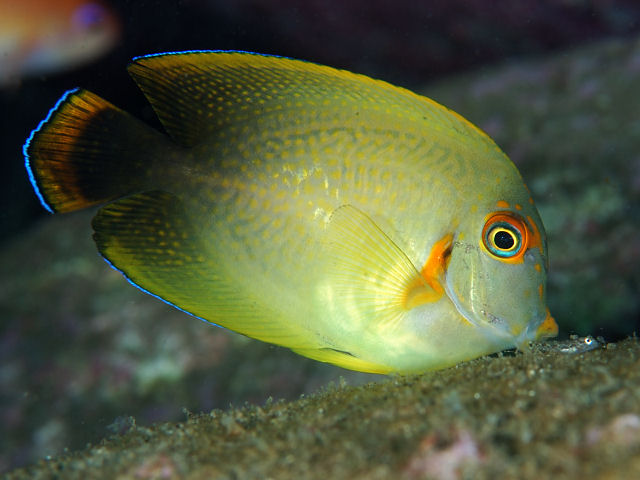